# HCX
HCX ist ein Computer, der ab 1988 im Rahmen der Konsumgüterproduktion vom SKET Magdeburg produziert werden sollte. Er basiert auf Arbeiten an der Technischen Hochschule Magdeburg, Sektion Technische Kybernetik und Elektrotechnik, aus dem Jahr 1986. Die Entscheidung, das Gerät im SKET Magdeburg fertigen zu lassen, hatte eine längere Vorgeschichte. U.a. wurde in Kooperation mit der, seit 1987 Technischen Universität Magdeburg, beim FEW (Forschungs- und Entwicklungswerk der Deutschen Reichsbahn) Blankenburg eine Kleinserie aufgelegt. Die Schaltung entsprach technisch in etwa der der späteren SKET-Geräte, war aber in einem deutlich kleineren Gehäuse untergebracht. Das Projekt Konsumgüterproduktion kam aber aufgrund der politischen Entwicklungen in der DDR ab 1989 nicht über die Herstellung einiger Vorseriengeräte hinaus. Parallel wurden vorwiegend im Umfeld der Hochschule und des SKET Magdeburg, aber auch DDR-weit eine größere Zahl an privaten Geräten in umfangreichen Varianten erstellt die z. T. noch heute funktionsfähig existieren.

## Technik
Der Rechner ist ein Nachbau des britischen Heimcomputers Sinclair ZX Spectrum, die technischen Details stimmen größtenteils überein. Als Arbeitsspeicher konnte eine Vielzahl an RAM-Bausteinen, unter anderem der U256 oder der U2164 eingesetzt werden. Je nach Art der Bausteine mussten Wickel- oder Lötbrücken gesetzt werden. Der HCX hatte zwei Joystick-Anschlüsse und einen Anschluss für ein Kassettengerät als externes Speichermedium. Das Bildsignal stand wahlweise über einen HF-Anschluss als s/w Bild  in einem Kanal des VHF-Bereichs oder als RGB-Signal einschließlich SYNC-Signal zur Verfügung. Ohne Mehraufwand konnte das Videosignal auch als aus den Einzelsignalen gebildetes BAS-Signal ausgekoppelt werden. Zur Anzeige des Farbbildes auf einem handelsüblichen Fernsehgerät der DDR-Produktion war es meist erforderlich, eine entsprechende Schnittstelle am Gerät nachzurüsten.

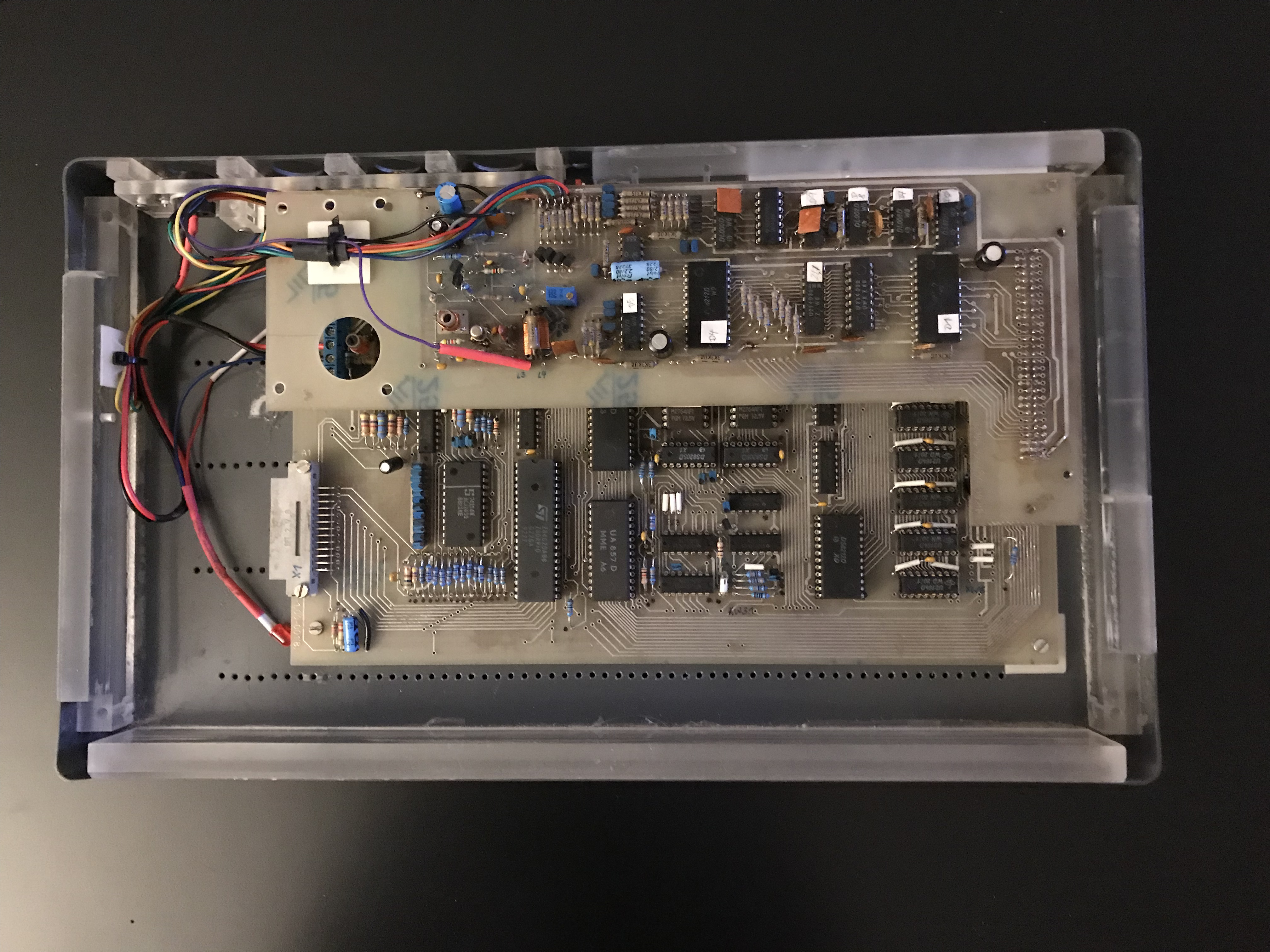
Grundplatine mit aufgesetzter Videoplatine

Die Grundplatine hatte die Abmessungen von 320 mm × 210 mm. Zusätzlich waren für die Serienproduktion eine Tastaturplatine und eine Videoplatine vorgesehen, die oberhalb der Grundplatine positioniert waren. Die Videoplatine wird über einen zweireihigen 58-poligen Steckverbinder mit der Grundplatine starr verbunden. Auf ihr befinden sich der Farbspeicher (INK/PAPER) sowie der Modulator. Die Tastaturplatine ist fest mit dem Gehäuseoberteil verbunden und wird über ein Flachbandkabel angeschlossen.

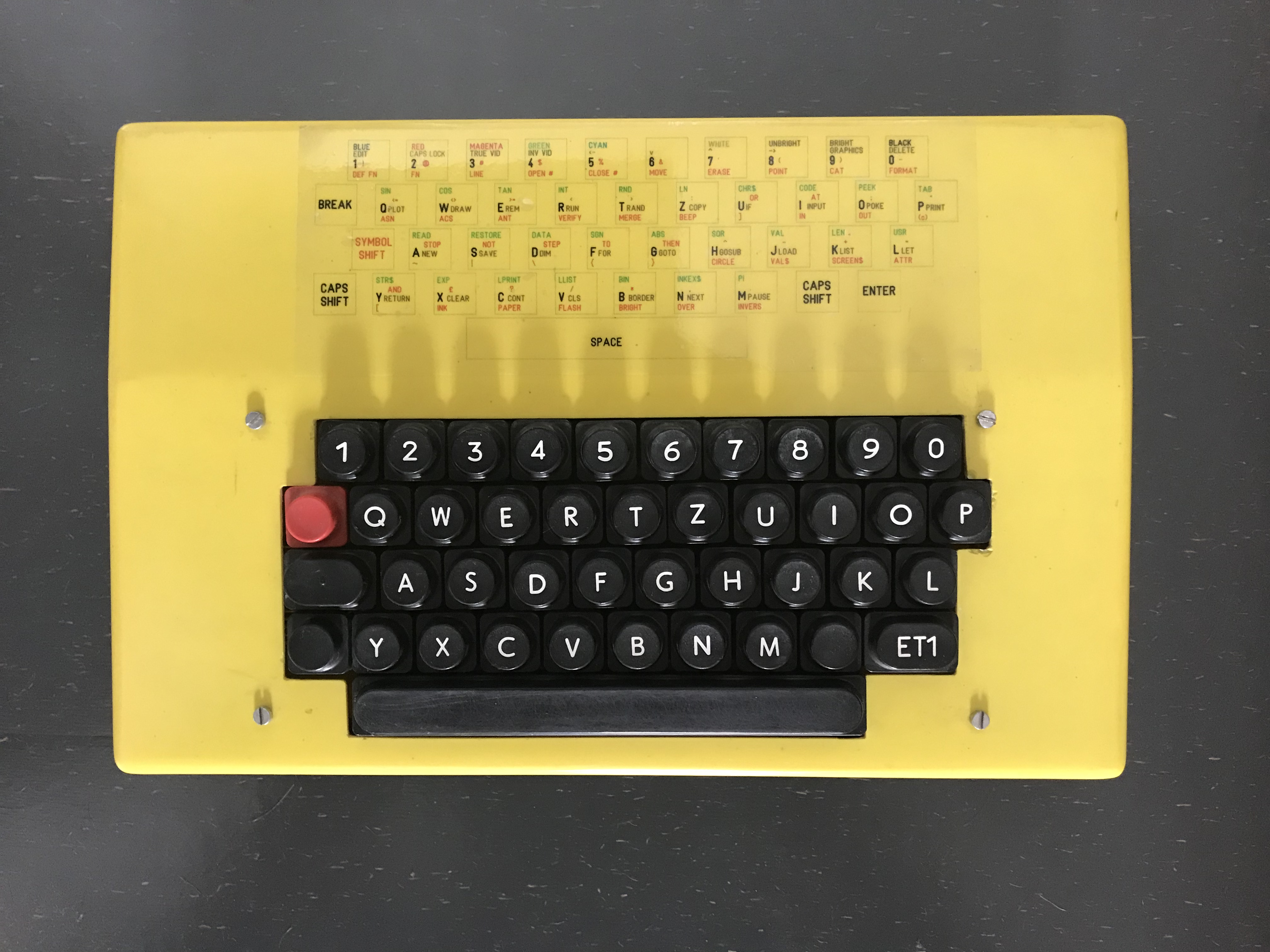
Gerät aus der Kleinserie des FEW Blankenburg

Er war ähnlich wie der GDC1 nur bedingt zum Vorbild kompatibel, da die ULA (Uncommitted Logic Array, ein programmierbares Logikgatter) durch mehrere Schaltkreise nachgebildet wurde und das Betriebssystem leicht modifiziert war.